# Titularbistum Thasus
Das Bistum Thasus (lateinisch Dioecesis Thasiensis, italienisch diocesi di Taso) ist ein Titularbistum der römisch-katholischen Kirche.
Es geht zurück auf einen untergegangenen Bischofssitz in der gleichnamigen antiken Stadt, die in der römischen Provinz Macedonia (im heutigen Norden Griechenlands) lag. Der Bischofssitz war der Kirchenprovinz Philippi zugeordnet.
| Titularbischöfe von Thasus |                           |                                                          |                   |                 |
| Nr.                        | Name                      | Amt                                                      | von               | bis             |
| 1                          | Emmerich Bjelik           | Militärbischof von Österreich-Ungarn (Österreich-Ungarn) | 8. Januar 1913    | 9. Mai 1927     |
| 2                          | Francis Johannes          | Koadjutorbischof von Leavenworth (USA)                   | 19. Dezember 1927 | 20. April 1929  |
| 3                          | Francis Joseph Wall       | Weihbischof in Dublin (Irland)                           | 23. Januar 1931   | 16. Mai 1947    |
| 4                          | Joseph Mary Marling CPPS  | Weihbischof in Kansas City (USA)                         | 7. Juni 1947      | 24. August 1956 |
| 5                          | Wilhelmus Marinus Bekkers | Koadjutorbischof von ’s-Hertogenbosch (Niederlande)      | 19. Dezember 1956 | 27. Juni 1960   |
| 6                          | Carl Schmidt              | Weihbischof in Trier (Deutschland)                       | 16. Juli 1962     | 11. März 1989   |